# 孫元化
孫元化（1582年—1632年9月7日），字初陽，一字火東，天主教基督徒，聖名依納爵（拉丁語：Ignatius），直隶松江府嘉定县高桥何家弄（今属上海市浦东新区高桥镇）人，明末官员、数学家、火器专家，徐光启的学生，著有《太西算要》、《幾何體論》、《幾何用法》、《西法神機》等。

## 生平
明万历四十年（1612年）中式順天鄉試举人。從徐光啟學習火器和數學。後經侯震暘保荐从军辽东。天启二年（1622年）九月，任兵部司务，协助辽东经略孙承宗修筑城防。协同袁崇焕驻守宁远，對袁崇煥等幫助極大，袁崇煥譽為「識慧兩精」。天启六年，努尔哈赤率军10余万攻宁远，明军城头共布置有十一门红衣大炮，威力驚人。传言努尔哈赤身受重伤，不久身亡，史称“宁远大捷”。崇禎三年一月，孙元化随孙承宗镇守山海关，三月加山东按察副使，五月兵部尚书梁廷栋破格荐用孙元化升登莱巡抚。後袁崇煥殺毛文龍，皮島舊將嘩變，登萊巡撫孫元化接收了皮島的叛將孔有德、耿仲明、李九成等人。孔有德被任命為騎兵參將，耿仲明則被派往登州要塞。
崇禎四年（1631年）八月，皇太極率清兵攻大凌河（今遼寧錦縣），祖大壽圍於城內，糧盡援絕。孫元化急令孔有德以八百騎趕赴前線增援，然登州遼東兵與山東兵素不和，孔有德抵達吳橋（今河北省沧州市吴桥县，明末属于山东）時，因遇大雨春雪，部隊給養不足，士兵搶劫嘩變。孔有德受毛文龍舊部李九成之子李應元的煽動，在吳橋發動叛變，史稱“吳橋兵變”。後孔有德倒戈殺回山東半島，連陷臨邑、陵縣、商河、青城諸城，率兵直趨登州。孫元化急令張燾率遼兵守登州城外，與總兵官張可大發兵抗擊，兩路成合擊之勢。然張燾與孔有德舊職，張燾的兵卒隨即投入孔有德行列，而張可大部大敗。與孔有德是舊交的登州中軍耿仲明、陳光福等舉火開門響應，崇禎五年（1632年）一月登州失陷，總兵張可大自殺，孫元化自殺未成不向叛軍妥協，孔有德念舊讓他逃走。
兵變發生後，朝中多言孫元化已反，三月孫元化、余大成等人被逮至京師錦衣衛鎮撫司，為政敵余應桂、李夢辰、路振飛所構陷，詔獄中曾遭嚴刑拷問，首輔周延儒欲免元化死罪，求救於徐光啟，終無法挽回。最後余大成、宋光蘭、王徵等被發配充軍，孫元化、張燾在崇禎五年七月二十三日（1632年9月7日）同被處死。湯若望曾在孫元化死前喬裝成送炭工人入獄探望，為其最後告解。孫元化之死，代表西方軍事專家派淡出明朝軍隊。

## 外部連結
- 黃一農：〈天主教徒孫元化與明末傳華的西洋火砲〉.

| 官衔          | 官衔                        | 官衔        |
| ------------- | --------------------------- | ----------- |
| 前任： 王廷試 | 明朝登萊巡撫 1630年－1631年 | 繼任： 謝璉 |